# Ion Vela (senator în 2000-2004)
Ion Vela (n. 13 octombrie 1945) este un senator român în legislatura 2000-2004 ales în județul Caraș-Severin pe listele partidului PSD.

## Legături externe
- Ion Vela Arhivat în 17 august 2016, la Wayback Machine. la cdep.ro